# Эстафета 4×400 метров
Эстафета 4×400 метров — командная дисциплина в легкоатлетической программе. Команда из 4 спортсменов должна, передавая эстафетную палочку, пробежать 1600 метров и опередить на финише соперников. Проводится в летнем (400-метровая дорожка) и зимнем сезоне (200-метровая дорожка).

## Правила и техника
На открытом стадионе эстафета начинается со своих стартовых позиций (отличающихся от бега на 400 метров), и каждая команда пробегает по своей дорожке первый этап. После этого бегуны так же, как и на 800-метровой дистанции, переходят на общую дорожку и примерно после 115 метров переходят на общий бег вдоль бровки стадиона. Передача с первого на второй этап происходит вдоль линии старта 800-метровой дистанции, на следующих этапах на финишной линии 400-метровой дистанции. Передача палочки должна осуществляться в 20-метровом коридоре.
Таким образом, эстафета 4×400 метров — это контактная беговая дисциплина, что делает её общей с бегом на средние дистанции. Часто проблемы возникают при передаче палочки, особенно со второго этапа на третий, когда разрывы между командами еще не столь велики. В отличие от эстафеты 4×100 метров передача палочки не играет такой ключевой роли, однако слаженная передача весьма важна.

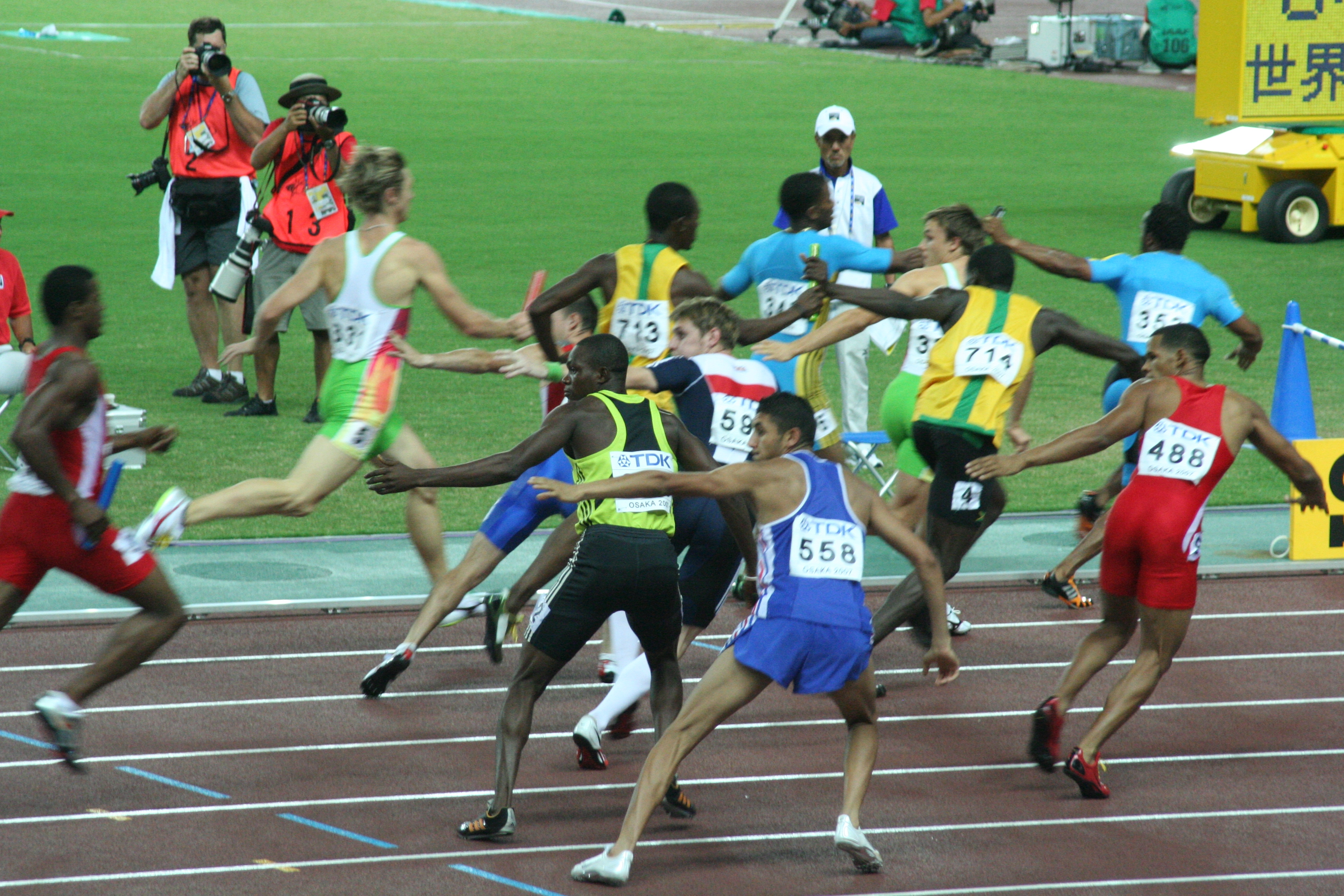
Эстафета 4×400 метров на чемпионате мира 2007 года

На крупных соревнованиях (чемпионат мира, Европы, Олимпийские игры) эстафета, как правило, проводится в два этапа (полуфинал, финал). В этом случае команда имеет право заменить не более двух участников предварительного этапа. Команда в итоге может состоять из 6 спортсменов, и все будут награждены, если завоюют призовое место. Обычно эстафета 4×400 метров (мужская) завершает программу крупнейших легкоатлетических некоммерческих соревнований.

## История
Эстафета 4×400 метров входит в программу Олимпийских игр у мужчин с 1912 года и у женщин с 1972 года. В программу летних чемпионатов мира и Европы входит с самого начала их проведения. Наибольших успехов в мужской эстафете добились спортсмены США, в женской эстафете - спортсменки ГДР, СССР, России и США.
Американец Майкл Джонсон дважды выигрывал эстафету на Олимпийских играх (1992, 2000) и трижды выигрывал эстафету в составе сборной на летних чемпионатах мира (1993, 1995, 1999). Американец Лашон Мерритт дважды выиграл золото на Олимпийских играх (2008 и 2016), а также на шести подряд чемпионатах мира (2005, 2007, 2009, 2011, 2013, 2015).
Среди женщин самой успешной легкоатлеткой в эстафете 4×400 метров является американка Эллисон Феликс. Она выиграла золото на 4 подряд Олимпийских играх (2008, 2012, 2016, 2020), а также на шести летних чемпионатах мира (2007, 2009, 2011, 2017, 2019, 2022). Американка Саня Ричардс-Росс трижды выигрывала золото на Олимпийских играх (2004, 2008, 2012), а также 4 раза на чемпионатах мира (2003, 2007, 2009, 2011).

## Мировые рекорды
| Рекорд            | Спортсмен         | Страна | Дата            | Место                  |
| Открытые стадионы |                   |        |                 |                        |
| 2:54,29           | Эндрю Валмон      | США    | 22 августа 1993 | Штутгарт, Германия     |
| 2:54,29           | Куинси Уоттс      | США    | 22 августа 1993 | Штутгарт, Германия     |
| 2:54,29           | Батч Рейнольдс    | США    | 22 августа 1993 | Штутгарт, Германия     |
| 2:54,29           | Майкл Джонсон     | США    | 22 августа 1993 | Штутгарт, Германия     |
| 3:15,17           | Татьяна Ледовская | СССР   | 1 октября 1988  | Сеул, Республика Корея |
| 3:15,17           | Ольга Назарова    | СССР   | 1 октября 1988  | Сеул, Республика Корея |
| 3:15,17           | Мария Пинигина    | СССР   | 1 октября 1988  | Сеул, Республика Корея |
| 3:15,17           | Ольга Брызгина    | СССР   | 1 октября 1988  | Сеул, Республика Корея |
| Закрытые стадионы |                   |        |                 |                        |
| 3:01,51           | Амере Лэттин      | США    | 9 февраля 2019  | Клемсон, США           |
| 3:01,51           | Оби Игбокве       | США    | 9 февраля 2019  | Клемсон, США           |
| 3:01,51           | Джермейн Холт     | США    | 9 февраля 2019  | Клемсон, США           |
| 3:01,51           | Камари Монтгомери | США    | 9 февраля 2019  | Клемсон, США           |
| 3.23,37           | Юлия Гущина       | Россия | 28 января 2006  | Глазго, Шотландия      |
| 3.23,37           | Ольга Котлярова   | Россия | 28 января 2006  | Глазго, Шотландия      |
| 3.23,37           | Ольга Зайцева     | Россия | 28 января 2006  | Глазго, Шотландия      |
| 3.23,37           | Олеся Красномовец | Россия | 28 января 2006  | Глазго, Шотландия      |

## Тактика
Сильнейших спринтеров принято ставить на первый этап (для того чтобы вырваться вперёд и занять бровку) и последний этап (удержать преимущество и выиграть финишным рывком).
По ходу дистанции спортсменам важно иметь некоторые навыки бега на средних дистанциях. Так, важно удерживать бровку и ловить рывок противника, когда бег происходит по общей дорожке.